# Verband für Berufsberatung und Lehrlingsfürsorge
Der Verband für Berufsberatung und Lehrlingsfürsorge wurde 1923 auf Initiative des Bund Schweizerischer Frauenvereine gegründet. Die von Bund und Kantonen sowie mehreren Frauenorganisationen finanzierte Vorgängerorganisation des Schweizerischen Verbands für Berufsberatung  (SVB) wurde bald ein wichtiges Koordinations- und Vernehmlassungsorgan in Sachen Berufsausbildung.